# Türkenfeld
Türkenfeld település Németországban, azon belül Bajorországban. Lakosainak száma 3727 fő (2023. december 31.).

## Népesség
A település népessége az elmúlt években az alábbi módon változott:
| Lakosok száma | 550  | 1564 | 2222 | 2654 | 3669 | 3725 | 3781 | 3762 | 3732 | 3727 |
|               | 1875 | 1950 | 1975 | 1987 | 2012 | 2014 | 2016 | 2017 | 2021 | 2023 |

## Fekvése
Fürstenfeldbrucktól mintegy 14 km-rel délnyugatra és Münchentől 37 km-rel nyugatra fekvő település.
Az önkormányzathoz Burgholz, Klotzau, Türkenfeld, Peutenmühle, Pleitmannswang és Zankenhausen közösségei tartoznak.

## Története
A település területe ősidők óta lakott, aminek első bizonyítéka egy itt feltárt neolitikum idejéből való temetkezési hely. Türkenfeld területén több, a Kr.e. 1500 körüli időkből való Tumulus (halomsír) is található.
A település nevére az első írásos utalás a 749-es Breves Notatiae-ből való, "Duringveld" alakban.
A második világháború alatt a dachaui koncentrációs tábor egy al-campusa épült fel a városban, bár építési hibák miatt soha nem működött.

## Galéria

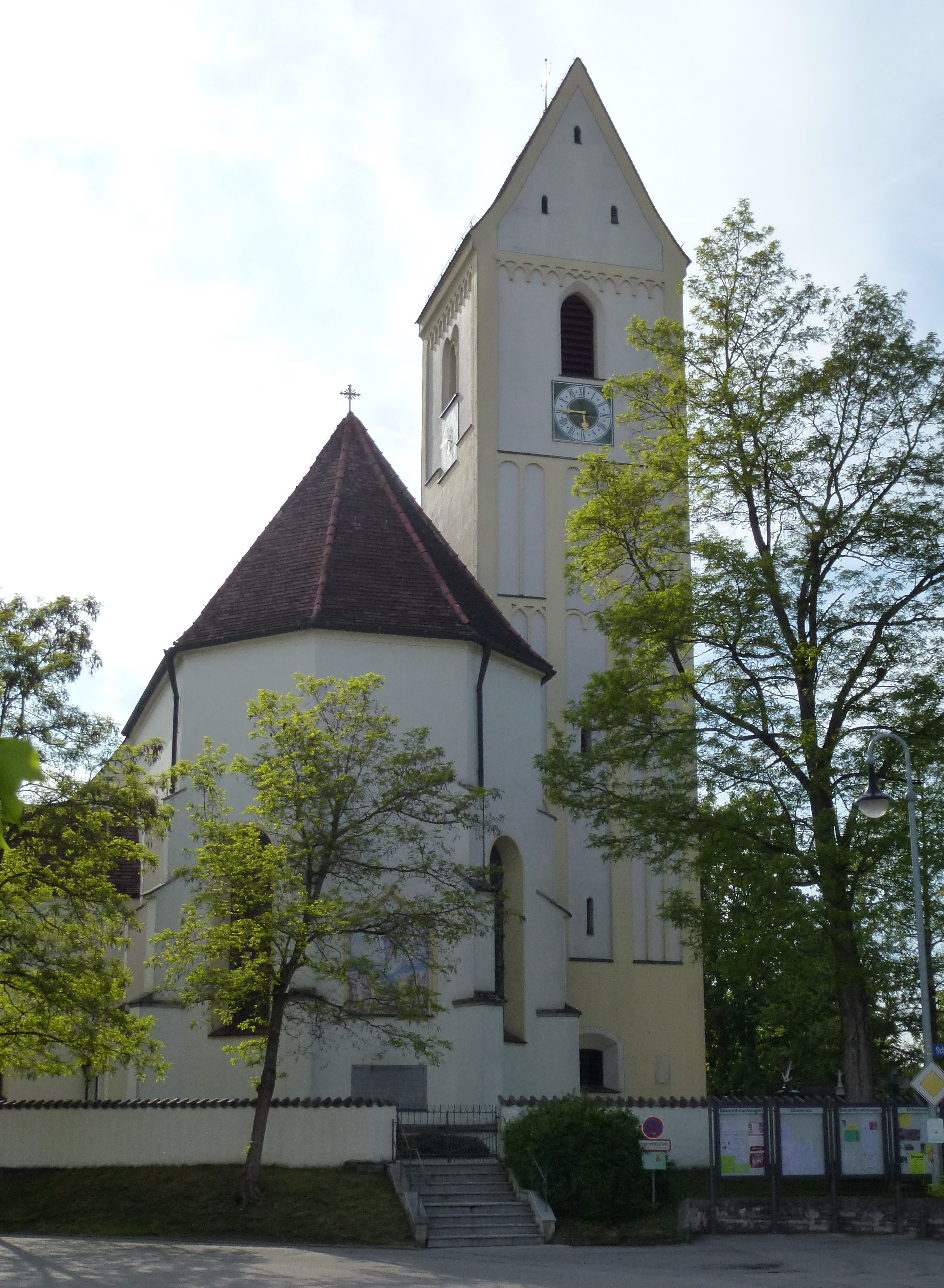
Türkenfeld, Kirche Mariä Himmelfahrt
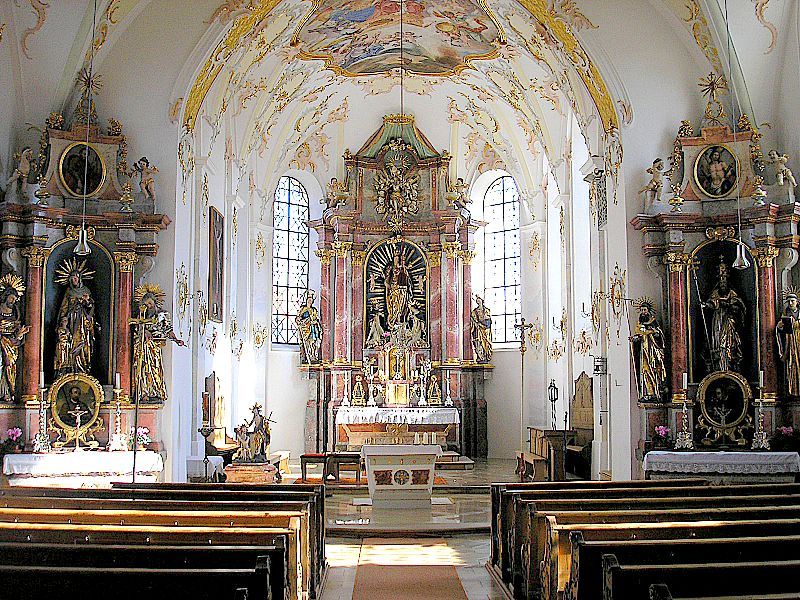
Templombelső
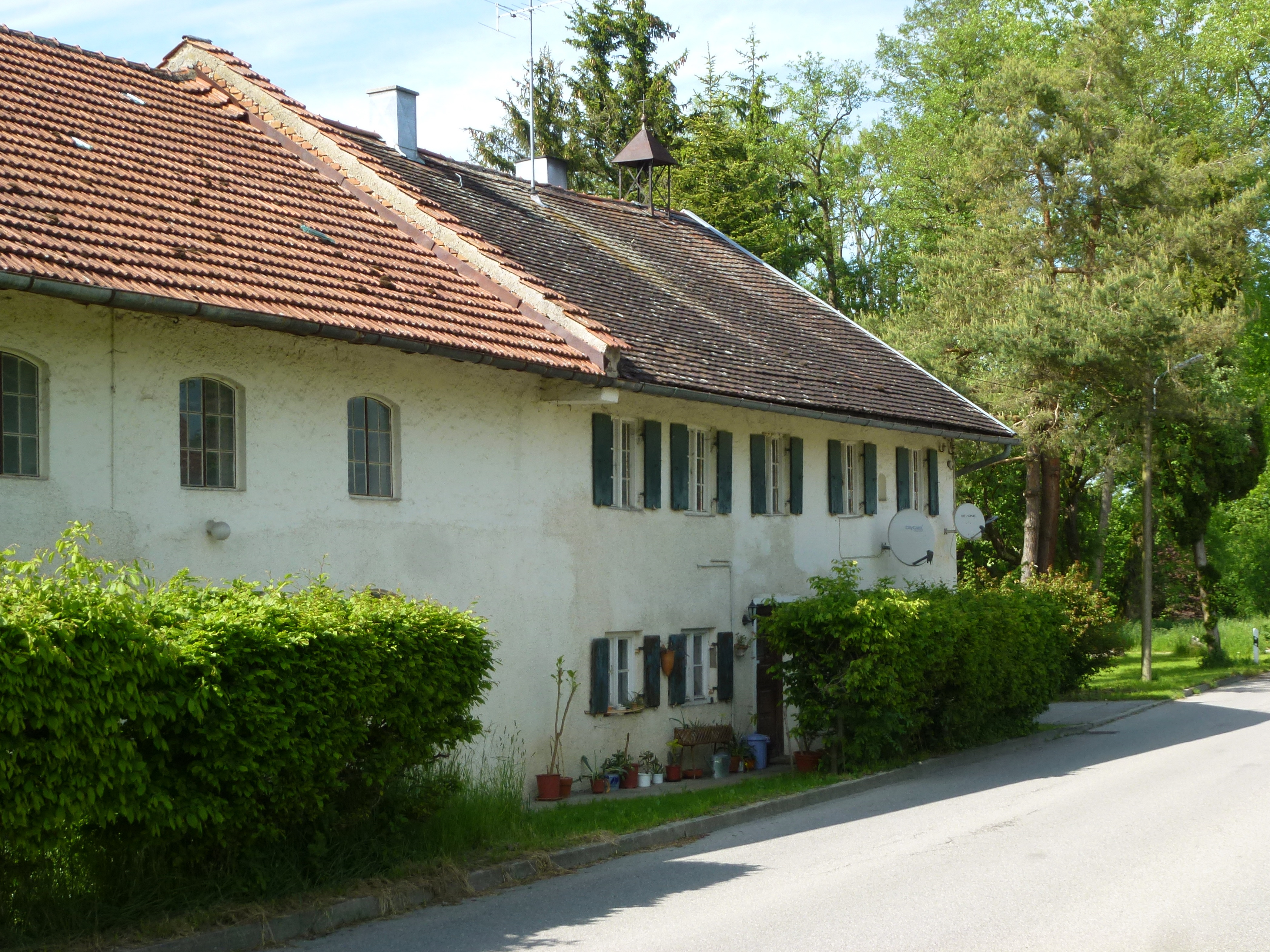
Régi malom
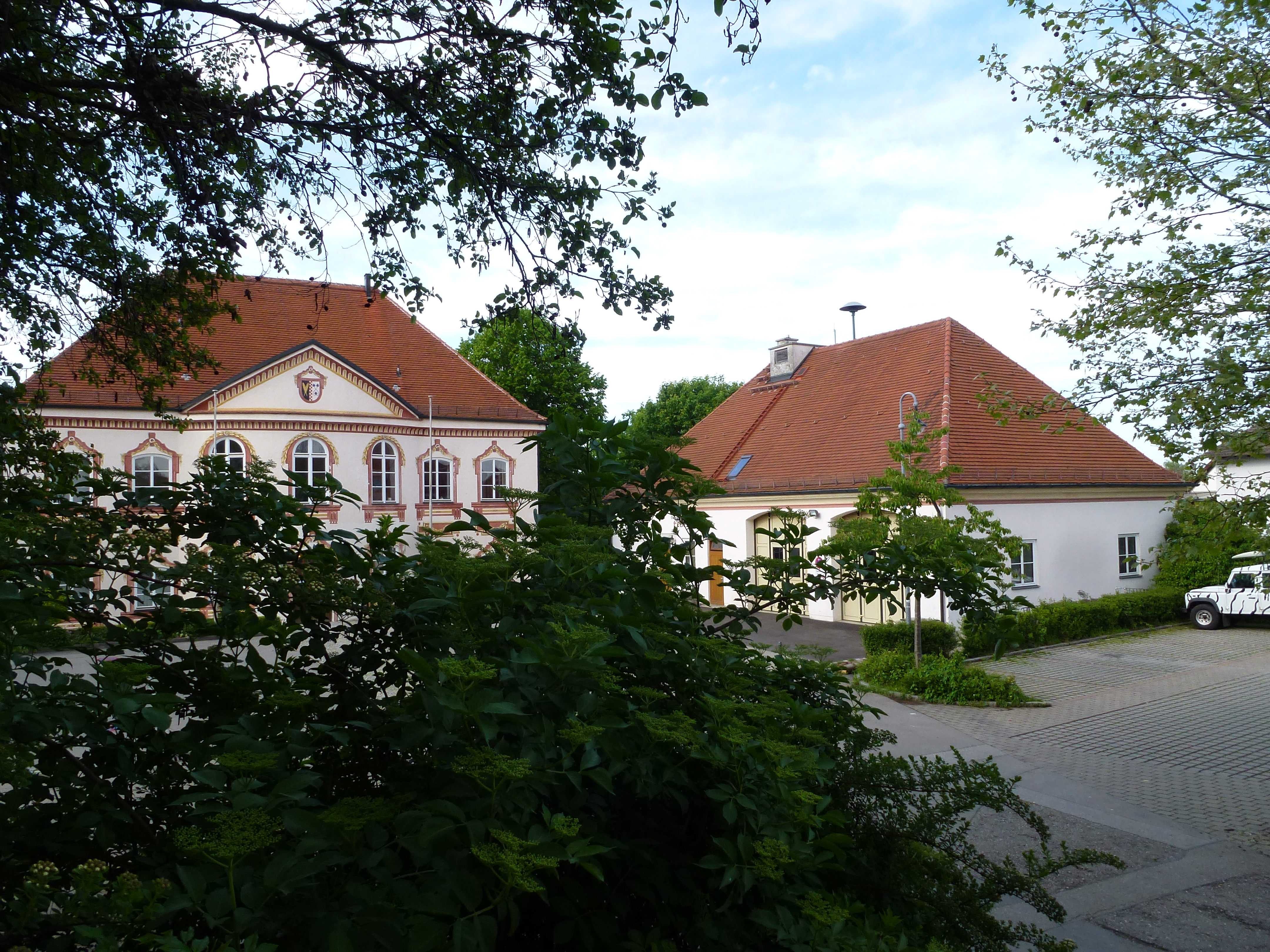
Régi kastély
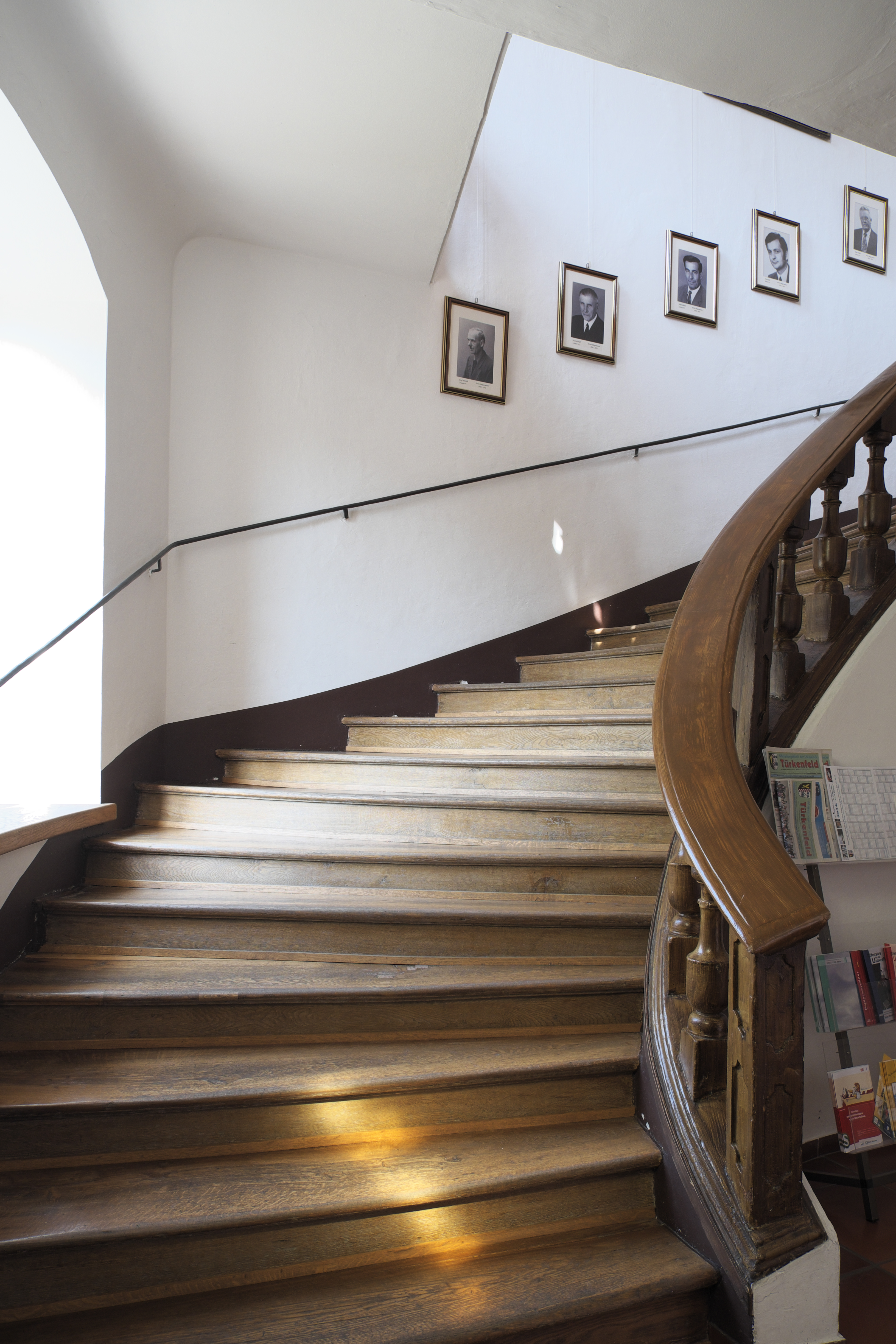
Kastélyrészlet